# Phylloscartes sylviolus
Phylloscartes sylviolus là một loài chim trong họ Tyrannidae.